# Acoustic en vivo
Acoustic en vivo è un album dei Los Lobos, pubblicato dalla Los Lobos Records nel 2005.

## Tracce
1. Canto a Veracruz – 2:46 (Brano tradizionale, arrangiamento e adattamento: Los Lobos)
2. Colas – 2:36 (Brano tradizionale, arrangiamento e adattamento: Los Lobos)
3. El cuchipe – 2:36 (Ismael Orozco, Bueno)
4. Two Janes – 3:59 (David Hidalgo, Louie Pérez)
5. Maricela – 3:58 (Cesar Rosas)
6. Saint Behind the Glass – 3:27 (David Hidalgo, Louie Pérez)
7. La guacamaya – 2:26 (Brano tradizionale, arrangiamento e adattamento: Los Lobos)
8. La pistola y el corazón – 3:29 (David Hidalgo, Louie Pérez)
9. Los ojos de pancha – 3:15 (Juan Romero)
10. Mexico Americano – 2:33 (Rumel Fuentes)
11. Volver, volver – 3:45 (Fernando Z. Maldonado)
12. Teresa – 6:29 (David Hidalgo, Louie Pérez)
13. Guantanamera – 4:59 (José Martí)

## Musicisti
- David Hidalgo - voce, chitarre, accordion
- Cesar Rosas - voce, chitarre
- Steve Berlin - sassofono, tastiere, flauto
- Conrad Lozano - basso, chitarre, voce
- Louie Pérez - batteria, chitarre, voce